# Tetragnatha laboriosa
Tetragnatha laboriosa là một loài nhện trong họ Tetragnathidae.
Loài này thuộc chi Tetragnatha. Tetragnatha laboriosa được miêu tả năm 1850 bởi Hentz.

## Hình ảnh

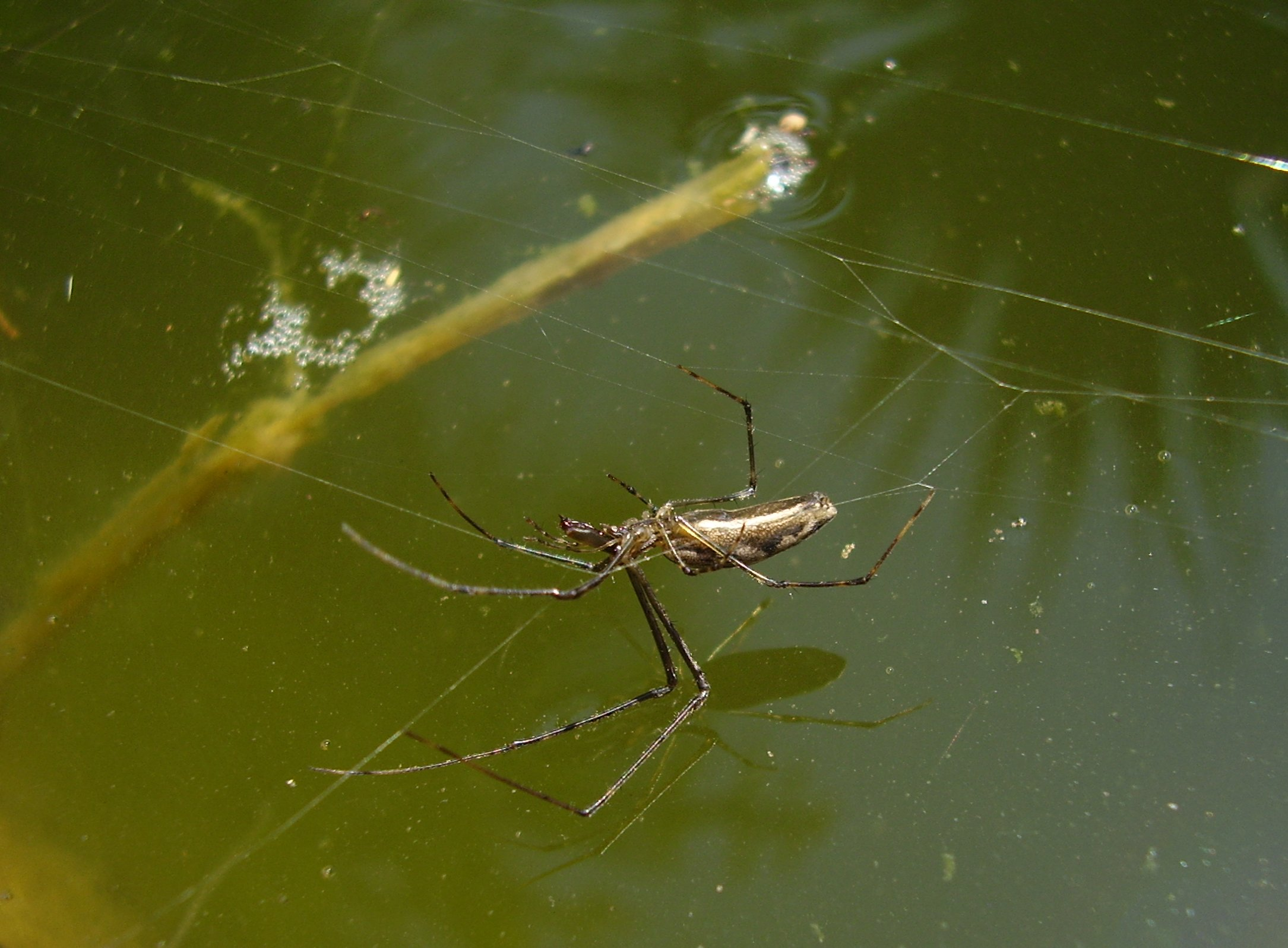